# Улица Рустема Яхина (Казань)
Улица Рустема Яхина (тат. Рөстәм Яхин урамы, Röstäm Yäxin uramı) — улица в Вахитовском районе Казани. Названа в честь композитора, автора Государственного гимна РТ Рустема Яхина (1921-1993).

## География
Пересекается со следующими  улицами:
- Московская улица
- Улица Коротченко (Казань)
- улица Саид-Галеева

## История
Возникла не позднее 1-й половины XIX века. До революции 1917 года носила название Поперечно-Мокрая улица, по расположение в историческом районе Мокрая слобода и относилась ко 2-й полицейской части. По сведениям на 1912 год, на улице находилось 8 домовладений (включая имевшие адресацию по двум улицам), все каменные. В сословном отношении 2 домовладельца были купцами, 2 ― мещанами, 2 — почётными гражданами, 2 —  крестьянами. По левой стороне улицы находились дом Человеколюбивого общества и Соболевские бани, по правой — чугунолитейный завод Сапожникова (№ 5).
16 мая 1929 года переименована в улицу Сакко и Ванцетти, в честь итальянских анархистов Николы Сакко (1891-1927) и Бартоломео Ванцетти. 
На 1939 год на улице имелось около 20 домовладений: №№ 1–17 по нечётной стороне и №№ 2/16–16 и два дома без номера по чётной. В доме №3 располагалась школа лесоплава Наркомлеспрома СССР; в доме № 5 располагался станкостроительный завод «Красный путь» Наркомместпрома ТАССР.
16 июля 2005 года улице было присвоено современное название.
В первые годы советской власти административно относилась к 2-й части города; после введения в городе административных районов относилась к Бауманскому (до 1935), Сталинскому (1935–1942), Дзержинскому (1942–1956), Бауманскому (1956–1994) и Вахитовскому (с 1994 года) районам.

## Примечательные объекты
- № 2/16 — дом Императорского человеколюбивого общества.  В этом доме до революции находились номера «Киев»; кроме того, в годы Первой мировой войны располагался госпиталь Всероссийского союза городов. По состоянию на конец 1930-х годов использовался как общежитие железнодорожников. Снесён в 1970-е годы при благоустройстве территории вокруг дворца спорта.[20][21][22]
- № 3 — Главное управление ФССП по Республике Татарстан. По состоянию на 1914 год дом принадлежал мещанину Мариинского посада Ф. Г. Гайдукову и в нём находились меблированные комнаты.[20][6] В конце 1930-х в здании находилась школа лесоплава Наркомлеспрома СССР; во время немецко-советской войны в здании располагался военно-почтово-сортировочный пункт («цензура») НКВД, а позже — военный комиссариат Дзержинского, затем Бауманского районов.[23][24][25]
- № 5 — в этом доме с 1870-х годов находился медный (позже чугунолитейный) завод, владельцами которого были последовательно Р. Е. Бауэр, А. Н. Людевих, Л. Х. Либигт, Л. А. Планер и А. Н. Сапожников. После революции этот завод был переименован в «Красный Путь» и существовал по меньшей мере до 1950-х годов.[26][27]
- № 6/26 — Соболевские номера.
- № 8/27 — здание Соболевских бань (снесено).[28]
- № 15/1 — жилой дом Казанского отделения ГЖД. В этом здании находилось ОВД станции Казань.[29][30]